# Wieża kościoła ewangelickiego w Żaganiu
Wieża kościoła ewangelickiego w Żaganiu – wieża dawnego kościoła ewangelickiego pod wezwaniem Trójcy Świętej znajdująca się w Żaganiu. Kościół ten powstał w roku 1709 jako jeden z sześciu śląskich kościołów łaski. Wieża mieści kaplicę grobową książąt kurlandzkich i książąt żagańskich. Od 2004 roku pełni funkcje turystyczne, jako wieża widokowa o wysokości 70 m.

## Historia
Kościół Trójcy Świętej powstał w roku 1709 z muru pruskiego, jako jeden z sześciu śląskich kościołów łaski. 
W roku 1842 w obliczu istniejącego zagrożenia katastrofą budowlaną podjęto decyzję o budowie nowej wieży w konstrukcji murowanej. Wykonanie projektu zlecono w lutym 1843 roku berlińskiemu architektowi Karlowi Heinrichowi Eduardowi Knoblauchowi, dla którego wzorem miała być neogotycka wieża kościoła ewangelickiego w Bolesławcu. Ukończony w październiku 1843 roku projekt został poddany korekcie z uwagi na niedostateczną – zdaniem inwestora – wysokość projektowanej wieży, mającej pełnić także funkcję dzwonnicy. Jako zwieńczenie budowli radca budowlany Stuhr zaprojektował wówczas także żeliwną ażurową iglicę. Budowę wieży rozpoczęto jeszcze w 1843, zakończono zaś w 1846 roku.
W związku z faktem, iż część kosztów inwestycji poniosły dwie z trzech żyjących wówczas córek księcia żagańskiego Piotra Birona, przyziemie wieży przeznaczono na książęcą kaplicę grobową, pod nią natomiast urządzono kryptę dla przedstawicieli rodu Bironów wyznania luterańskiego. Na ścianach dawnej kaplicy grobowej zachowały się epitafia Bironów. W posadzce znajdują się wykonane z żeliwa wrota do krypty zdobione tondami z wyobrażeniami aniołów.
Jako pierwszy w 1846 roku w krypcie spoczął ostatni książę kurlandzki oraz książę żagański Piotr Biron. W 1852 roku pochowano tu Piotra Gustawa Hermanna księcia Biron von Kurland (z sycowskiej linii Bironów), w 1876 roku – Joannę Katarzynę Pignatelli de Belmonte księżną Acerenza (córkę Piotra Birona), dwa lata później jej matkę księżną kurlandzką i żagańską Annę Charlotte Dorotę (z domu Medem) oraz siostrę Marię Luizę Paulinę księżną von Hohenzollern-Hechingen. 
W latach 60. XX wieku kościół ewangelicki rozebrano, pozostawiając jedynie wieżę. Do czasu zdemontowania wieńczącego iglicę krzyża miała ona wysokość 84 m, według innych źródeł 78,75 m.  Pod koniec lat 60. XX wieku krypta została splądrowana, nie zachowały się trumny ze szczątkami.
W latach 2000–2004 odbył się remont generalny wieży, w wyniku którego obiekt adaptowano do celów widokowych. Wewnątrz wieży znajdują się ekspozycje udostępniane zwiedzającym.